# Mechanický převod

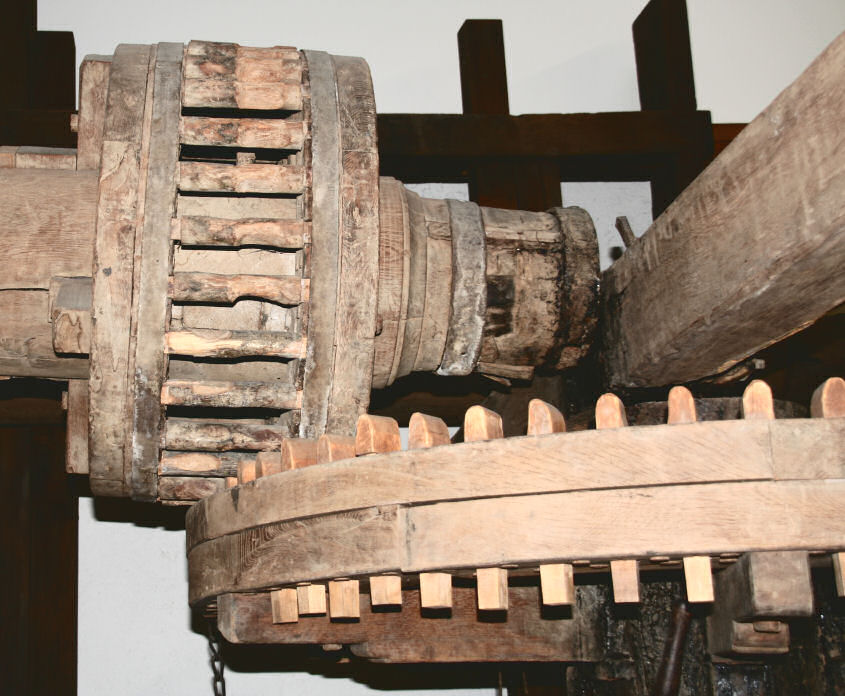
Dřevěný mechanický převod

Mechanický převod je součást mechanického stroje, která přenáší sílu mezi pohyblivými částmi stroje, které nejčastěji konají otáčivý pohyb (kola).
Kolo, které je roztáčeno vnější silou, se nazývá hnací kolo, kolo, které je roztáčen hnacím kolem, se nazývá hnané kolo. Kola nemají společnou osu otáčení (na rozdíl od kola na hřídeli).
Velikost převodu vyjadřuje veličina převodový poměr i: 
{\displaystyle i={\frac {n_{1}}{n_{2}}}={\frac {d_{2}}{d_{1}}}={\frac {z_{2}}{z_{1}}}}
kde n1 je frekvence otáčení hnacího kola, n2 je frekvence otáčení hnaného kola, d1 je poloměr hnacího kola, d2 je poloměr hnaného kola, z1 je počet zubů hnacího kola, z2 je počet zubů hnaného kola.
Vztah vychází z předpokladu, že obvodová rychlost je u zabírajících kol shodná (nedochází k prokluzu). Ve strojnictví je převodový poměr definován opačně než ve fyzice a tedy hodnota větší než jedna platí pro převod do pomala.
A proto platí vztah při převodu pro dvě ozubená kola do pomala převodový poměr i:
{\displaystyle i_{1},_{2}={\frac {n_{1}}{n_{2}}}={\frac {z_{2}}{z_{1}}}={\frac {D_{2}}{D_{1}}}}
kde: n1 otáčky hnacího kola (pastorku), n2 otáčky hnaného kola, z1 počet zubů hnacího kola (pastorku), z2 počet zubů hnaného kola, D1 roztečný průměr hnacího kola (pastorku), D2 roztečný průměr hnaného kola.

## Druhy převodů
- Podle konstrukce:

Ozubená kola v záběru

  - třecí – kola se dotýkají a k přenesení síly mezi nimi dochází díky tření,
  - ozubený – kola jsou ozubená a síla se přenáší dotykem do sebe zapadajících zubů,
  - řemenový – kola (nazývaná řemenice) jsou propojena řemenem a síla se přenáší třením mezi ním a koly, tření lze zvýšit použitím řemenu s průřezem lichoběžníku (klínový řemen), řemen může být i zkřížený,
  - řetězový - ozubená kola jsou propojena řetězem, který přenáší sílu působením na zuby kol,
  - hřebenový – převod otáčivého pohybu na posuvný nebo naopak, do zubů kola zapadají zuby rovné části (hřebenu), síla se přenáší působením mezi zuby,
  - šnekový – převod, při kterém jsou osy otáčení na sebe kolmé, zuby hnaného kola zapadají do závitů hnací části.

- Podle směrů otáčení:
  - souhlasné – kolo hnací a hnané se otáčejí v souhlasném směru (v případě řetězového a řemenového nezkříženého převodu),
  - nesouhlasné – kola se otáčejí v nesouhlasném směru (v případě třecího, ozubeného a řemenového zkříženého převodu).

- Podle velikosti převodu:
  - dorychla – převodový poměr je menší než jedna, hnané kolo se otáčí rychleji než hnací kolo, dochází ke zmenšení momentu síly,
  - dopomala – převodový poměr je větší než jedna, hnané kolo se otáčí pomaleji než hnací, dochází ke zvětšení momentu síly.

- Vlastnosti

U převodů, kde je použité ozubené kolo, nemůže dojít k proklouznutí. U převodu třecího a řemenového proklouznutí je možné a může fungovat jako pojistka při poruše. Jednoduchý převod, který se skládá jen ze dvou kol, má neměnný převodový poměr. Převodovka umožňuje měnit velikost kol a tím i převodový poměr.